# Панкратий Римский
Святой Панкратий Римский (лат. Sanctus Pancratius) — раннехристианский мученик, пострадавший в Риме во время великого гонения при императоре Диоклетиане. 

## Житие и мученичество
Как и у большинства раннехристианских мучеников, житие святого Панкратия известно из источников не ранее конца IV века. Согласно житию, Панкратий родился около 289 года в Синнаде Фригийской, рано лишился родителей, остался на попечении дяди Дионисия и вместе с ним переехал в Рим. Здесь оба приняли крещение.
В 303 году, во время гонений Диоклетиана, 14-летнему Панкратию было предложено властями принести жертву римским богам. Панкратий решительно отказался, его затем уговаривал лично Диоклетиан, обещая деньги и блестящее будущее, но Панкратий остался верным Христу. 12 мая 303 года Панкратий был обезглавлен на Аврелиевой дороге, за городскими стенами. Римская матрона Оттавилла выкупила тело мученика и похоронила его в находящихся поблизости катакомбах.
Житие явно легендарно: в качестве правящего папы в нём упомянут Корнелий, умерший в 253 году, а Диоклетиан не был в Риме после 286 года.

## Почитание
О почитании святого Панкратия в Риме известно с V века. Папа Симмах (498—514) построил базилику над местом погребения мученика. Эта базилика и находящиеся под ней катакомбы с тех пор носят имя Сан-Панкрацио. Григорий Великий, направляя миссию Августина в Англию, передал ему частицы мощей Панкратия, в результате чего Панкратий стал одним из популярных святых в Англии. В честь него названа старинная церковь в Лондоне, а затем и железнодорожный вокзал.
Начиная с 1595 года, память святого Панкратия отмечалась в Римской церкви в один день с римскими мучениками-легионерами Нереем и Ахиллеем. По аналогии с ними Панкратий стал также часто изображаться в военных доспехах. В середине XIX века легенда приписала Панкратию смерть на арене от пантеры.
Почитается Католической (память 12 мая) и Православной (память 12 мая (25 мая нового стиля)) церквями.